# United City Football Club
Maillots
Le United City Football Club est un club de football philippin basé à Bacolod sur l'île de Negros. Le club a porté le nom de Ceres-La Salle Football Club entre 2012 et 2016 puis Ceres-Negros Football Club de 2017 à juillet 2020.

## Historique

### Repères historiques
- 2012 : fondation du club sous le nom de Ceres-La Salle Football Club
- 2017 : le club est renommé Ceres-Negros Football Club
- 2020 : le club est renommé United City Football Club

### Histoire
Fondé en 2012, le club remporte dès sa première saison le championnat provincial de Negros occidental. Il participe ensuite au championnat de troisième division national et est promu en D2 lors de la saison 2014. Cette première année est un succès puisque Cérès est une nouvelle fois promu et accède à la Division I, qu'il remporte en 2015. Durant ses trois premières années d'existence, le club remporte également une FA League Cup (en 2014) et deux PFF National Men's Club Championship, en 2013 et 2014. 
Ses succès au niveau national permettent à la formation de Bacolod de figurer sur la scène internationale. Sa première campagne asiatique a lieu en 2014, lorsqu'il se qualifie pour la Coupe du président de l'AFC. Bien que les rencontres de sa poule soient jouées au Stade Panaad, son enceinte habituelle, Ceres ne termine que troisième, une place insuffisante pour poursuivre la compétition. L'année suivante, il se qualifie pour la Coupe de l'AFC mais ne parvient pas à sortir du tour préliminaire, battu par les Maldiviens de Maziya SRC. Il fait beaucoup mieux lors de l'édition suivante puisqu'il devient le premier club philippin (avec le Kaya FC) à atteindre les huitièmes de finale d'une compétition asiatique. Ceres réussit même à terminer en tête de son groupe lors de la phase de groupes. L'aventure s'arrête en huitième de finale, face à la formation hongkongaise de South China AA, après prolongation.
Le club engage durant l'été 2016 le gardien philippin Roland Müller alors que le milieu offensif Juan Luis Guirado achève sa carrière au club au même moment. Müller rejoint les autres internationaux déjà au club: Stephan Schröck, Manuel Ott, Patrick Reichelt et Martin Steuble.

## Palmarès
- Championnat des Philippines (5) :
  - Champion en 2015, 2017, 2018, 2019, 2020
  - Vice-champion en 2016

- PFF National Men's Club Championship (2) :
  - Vainqueur en 2013 et 2014

- Championnat des Philippines D2 (1) :
  - Champion en 2014

- UFL FA League Cup (1) :
  - Vainqueur en 2014

## Personnalités du club

### Entraîneurs
Le tableau suivant présente la liste des entraîneurs du club depuis 2012.
| Rang | Nom              | Période   |
| ---- | ---------------- | --------- |
| 1    | Freddie Lazarito | 2011-2012 |
| 2    | Ali Go           | 2013-2014 |
| 3    | Cha Seung-ryong  | 2014-2015 |

| Rang | Nom              | Période     |
| ---- | ---------------- | ----------- |
| 4    | Ali Go           | 2015-2016   |
| 5    | Franklin Muescan | 2016        |
| 6    | Risto Vidaković  | depuis 2016 |

### Effectif professionnel actuel[Quand?]
| N° | Nat.                    | Poste | Nom du joueur      |
| -- | ----------------------- | ----- | ------------------ |
| 1  | Drapeau des Philippines | G     | Roland Müller      |
| 2  | Drapeau des Philippines | G     | Eduard Sacapaño    |
| 3  | Drapeau du Japon        | D     | Kota Kawase        |
| 4  | Drapeau de l'Espagne    | D     | Súper              |
| 5  | Drapeau des Philippines | D     | Simone Rota        |
| 6  | Drapeau des Philippines | M     | Kevin Ingreso      |
| 7  | Drapeau de l'Espagne    | A     | Bienvenido Marañón |
| 8  | Drapeau des Philippines | M     | Manuel Ott         |
| 9  | Drapeau de l'Espagne    | A     | Fernando Rodríguez |
| 10 | Drapeau des Philippines | M     | OJ Porteria        |
| 11 | Drapeau des Philippines | M     | Iain Ramsay        |
| 12 | Drapeau des Philippines | M     | Stephan Schröck    |
| 13 | Drapeau des Philippines | D     | Joshua Grommen     |
| 14 | Drapeau des Philippines | M     | Carli de Murga     |

| No. | Nat.                    | Position | Nom du joueur       |
| --- | ----------------------- | -------- | ------------------- |
| 15  | Drapeau des Philippines | M        | Krysler Bon Opena   |
| 16  | Drapeau des Philippines | D        | Arnie Pasinabo      |
| 17  | Drapeau des Philippines | D        | Junior Muñoz        |
| 18  | Drapeau de l'Espagne    | M        | Antonio Bello       |
| 19  | Drapeau des Philippines | D        | Edward Talaroc      |
| 20  | Drapeau des Philippines | M        | Jorrel Aristorenas  |
| 21  | Drapeau des Philippines | D        | Luke Woodland       |
| 22  | Drapeau des Philippines | M        | Omid Nazari         |
| 23  | Drapeau des Philippines | M        | Martin Steuble      |
| 25  | Drapeau des Philippines | G        | Louie Casas         |
| 28  | Drapeau des Philippines | D        | Jeffrey Christiaens |
| 29  | Drapeau des Philippines | A        | Patrick Reichelt    |
| 30  | Drapeau des Philippines | M        | Jason de Jong       |

## Image et identité

### Logos

Ceres-La Salle FC(2012-2016)
Ceres-Negros FC(2017-2020)